# Gyurkota József
Gyurkota József (Miskolc, 1984. január 31. – Miskolc, 2021. április 21.) paralimpiai bronzérmes, világbajnoki ezüstérmes, Európa-bajnok bocsajátékos.

## Sportpályafutása
A miskolci Martin János Speciális Szakiskolában tanult, 16 évesen itt ismerkedett meg a kifejezetten a négy végtagsérült embereknek kitalált sportággal. Közben úszott is, 2002-ben „A Magyar Köztársaság jó tanulója – jó sportolója” pályázat egyik győztese volt.

### 2004-es paralimpiai játékok
Sportpályafutásának legnagyobb sikerét az athéni paralimpián érte el. Társával – Béres Dezsővel – ők voltak az első magyar bocsajátékosok, akik kijutottak a paralimpiára, és megszerezték a sportág első magyar paralimpiai érmét.

### 2008-es paralimpiai játékok
Lásd Bocsa a 2008. évi nyári paralimpiai játékokon

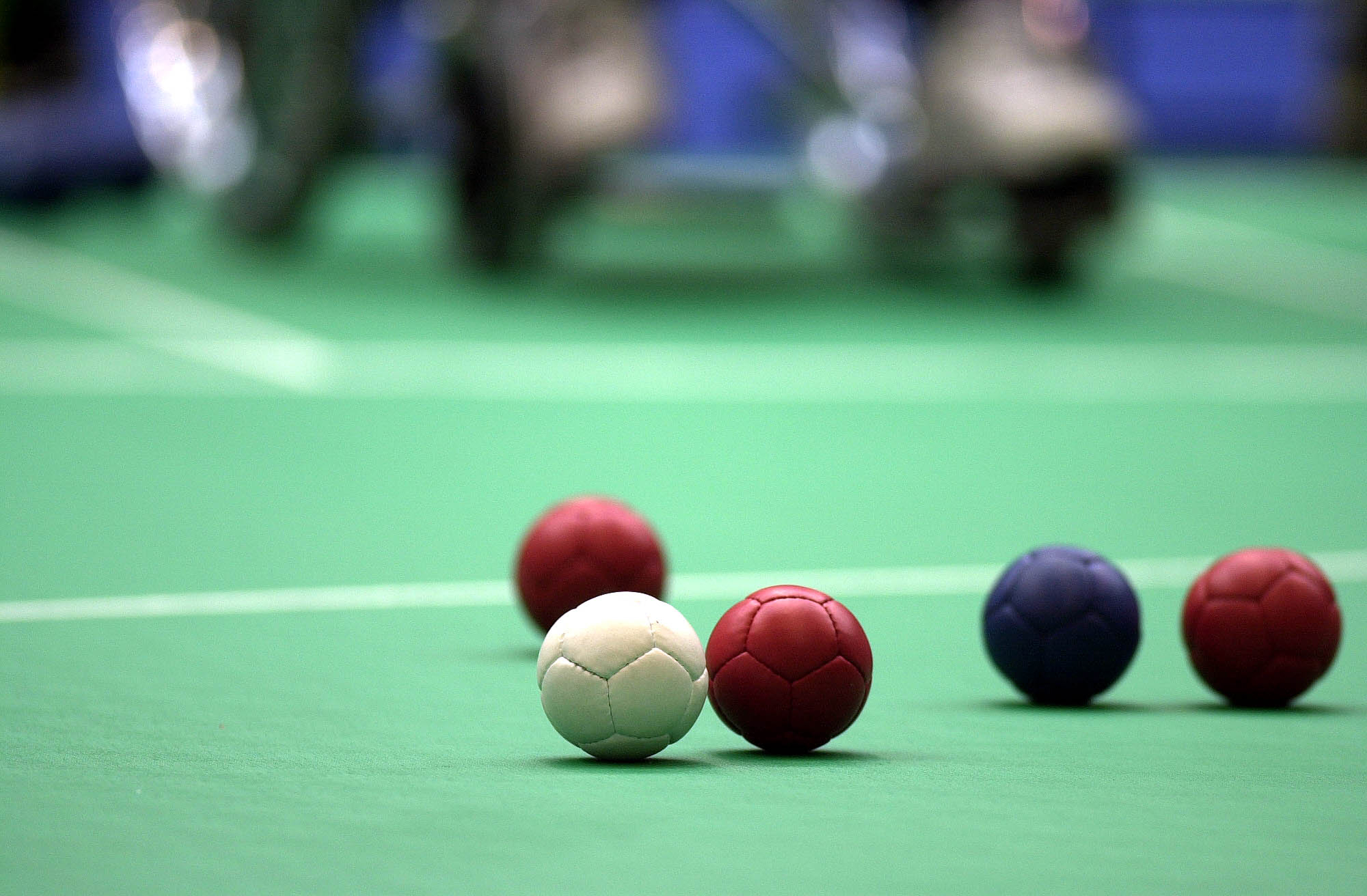
Bocsa labdák

Hazai bajnokságokon háromszor volt ezüstérmes, többször bronzérmes. Legnagyobb magyarországi sikerét a 2009-es Magyar Kupán érte el, ahol veretlenül lett országos bajnok. Több mint két évtizeden át segítette a magyar bocsasport fejlődését. 2019-ben visszavonult.

## Eredményei
- Világkupa 4. hely (2003, Béres Dezsővel, párosban)
- Paralimpiai bronzérmes (2004, Athén, Béres Dezsővel, párosban, BC4-es kategóriában)[6]
- Európa-bajnok (2005, Béres Dezsővel párosban)
- Világbajnoki ezüstérmes (2006, Béres Dezsővel, párosban)
- Világkupa 4. hely (2007, Béres Dezsővel, párosban)
- Paralimpiai 7. hely (2008, Peking, Béres Dezsővel, párosban)
- Európa-bajnoki bronzérmes (2009, Béres Dezsővel, Hegedűs Lászlóval párosban)
- Világbajnoki 10. hely (2010, Béres Dezsővel, Hegedűs Lászlóval párosban)
- Világkupa 12. hely (2011, Béres Dezsővel, Hegedűs Lászlóval párosban)
- Európa-bajnoki ezüstérmes (2013, Béres Dezsővel, Hegedűs Lászlóval párosban)

## Kitüntetései, elismerései
- A Magyar Köztársaság Ezüst Érdemkeresztje (polgári tagozat) (2004)[7]
- Az Év sportolója kitüntető díj Miskolc városától (2005)
- Az Év sportolója díj a Borsod-Abaúj-Zemplén Megyei Közgyűléstől (2009)[8]

## Halála

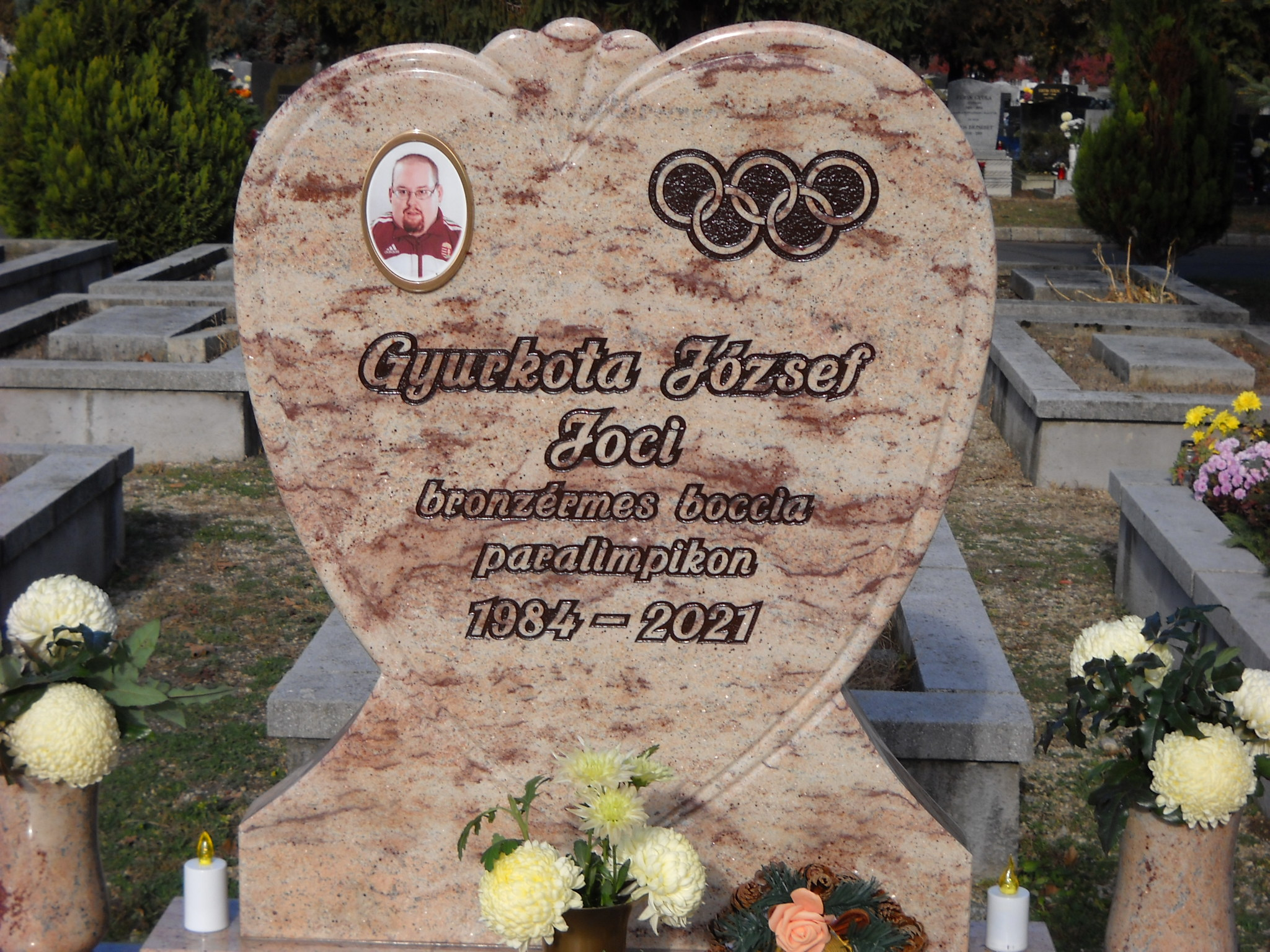
Sírja

Hosszan tartó, súlyos betegség következtében 37 éves korában elhunyt. Temetésen – többek között – a Magyar Paralimpiai Bizottság nevében Szabó László búcsúztatta a sportág kiemelkedő alakját. A paralimpikont a Szentpéteri kapui városi köztemetőben helyezték örök nyugalomra, számára a város biztosított díszsírhelyet.

## Érdekességek
2019-es visszavonulásakor az alábbi levéllel búcsúzott sporttársaitól:
| „                 | „Kedves Mindenki! Talán hivalkodók e sorok, elnézést. Végig követtétek a „pályámat” hibáim ellenére, és ezért nagyon hálás vagyok. Már önmagában csoda, hogy megtörtént (mármint hogy én meg a sport). Hihetetlen élményeket szereztem ezáltal, és barátokat. De aminek kezdete van, az egyszer véget is ér. Nálam most jött el az a pont. Nem indulok több versenyen. Küzdöttem, amíg bírtam, de ennyi volt. Van, ami ellen nem nyerhetek. Kedves Boccsások. Több mint 15 éve annak – de lehet, van 18 is –, hogy befogadtatok és elviseltek. Együtt sírtunk és nevettünk. Hiányozni fog. Fura lesz a „lelátón”. Köszönöm a sok szeretetet és a jó meccseket. Minden jót kívánok. Élvezzétek és csináljátok, amíg lehet. Ifjú titánok, ha elfogadtok egy kis útravalót. Örömmel és tisztelettel játsszatok. Ha alázatosan és keményen dolgoztok, sikerül majd dobogóra állni.” | ” |
| – Gyurkota József | |   |